# 下河辺俊行
下河辺 俊行（しもこうべ としゆき、1942年6月14日 - ）は、日本の実業家。下河辺牧場代表。

## 来歴・人物
下河辺孫一の長男として東京府（現・東京都）に生まれる（出生地は北海道浦河郡浦河町）。
成蹊中学校・高等学校を経て、1965年成蹊大学政治経済学部経営学科卒業後、日本鉱業（後のジャパンエナジー、現・ENEOS）入社。翌年退社して父が競走馬を育成するために千葉県に設立した下河辺牧場に入社、1969年北海道沙流郡門別町（現・日高町）にある日高支場の代表となった。
父・孫一の死後下河辺牧場の代表となり、千葉県の牧場を「下河辺トレーニングセンター」と改称、弟の行信が代表となった。下河辺牧場は日高の牧場が核となっており、俊行の長男・行雄は繁殖を、次男・隆行は育成・調教を担当している。

## 家族・親族
祖父は日本鉱業（現・ENEOS）の社長を務めた下河辺建二。叔父は日製産業（現・日立ハイテク）の社長を務めた下河辺三史。三史の妻は元内閣総理大臣・芦田均の長女。姉・牧子はドイツ文学者の小沢俊夫と結婚した。ミュージシャンの小沢健二は俊夫・牧子夫妻の次男で、俊行の甥にあたる。
妻は山の上ホテルの創業者・吉田俊男の三女。妻の祖父は国文学者・吉田弥平。弥平の長女が俳人の水原秋桜子に、次女が歴史哲学者の由良哲次に嫁いでいるため、秋桜子・由良はともに妻の義理の伯父にあたる。従ってイギリス文学者の由良君美は妻の従兄にあたる。